# Ľubomír Vnuk
Ľubomír Vnuk (2. srpna 1970 Topoľčany – 9. dubna 2013 tamtéž) byl slovenský fotbalový záložník či obránce. Zemřel na srdeční selhání.

## Fotbalová kariéra
V československé nejvyšší soutěži nastoupil za olomouckou Sigmu v 5 utkáních, aniž by skóroval. Ve slovenské nejvyšší soutěži zasáhl do 29 utkání (5 za Spartak Trnava na jaře 1994, 16 za Slovan Bratislava v období 1996/97 – podzim 1999 a 8 za VTJ KOBA Senec na jaře 2000), branku v nich nevstřelil.
Během období, kdy byl hráčem Slovanu Bratislava, klub vyhrál slovenský titul (1998/99), dvakrát Slovenský fotbalový pohár (1996/97 a 1998/99) a Slovenský fotbalový superpohár (1996), přičemž v sezoně 1998/99 získal double. Nastupoval však spíše za B-mužstvo.
V sezonách 1994/95 a 1995/96 hrál Moravskoslezskou fotbalovou ligu v Uničově, za nějž dal 11 branek. V Moravskoslezské fotbalové lize hrál také za Sigmu Olomouc „B“ na jaře 1993 a na podzim 1993 (2 branky).
Na podzim 2000 hrál za OFK Tovarníky, dále za rakouský SC Gresten (2001), opět za Tovarníky (2001–2002), pak znovu v Rakousku za Sportunion Raika Steinakirchen (2003–2005), SC Gresten (2006–2011), OFK Krtovce (2011–2012) a ASK Kematen (2012–2013).

## Ligová bilance
| Ročník                                   | Zápasy | Góly | Minuty | Klub             |
| ---------------------------------------- | ------ | ---- | ------ | ---------------- |
| 1. československá fotbalová liga 1992/93 | 5      | 0    | –      | Sigma MŽ Olomouc |
| CELKEM                                   | 5      | 0    | –      |                  |